# Сальвадор: Ещё один Вьетнам
«Сальвадор: Ещё один Вьетнам» (англ. El Salvador: Another Vietnam) — американский документальный фильм 1981 года режиссёров Гленна Силбера и Тете Васконеллос.

## Сюжет
В фильме показана бурная история Сальвадора, маленького государства в Центральной Америке, с 1920-х до 1970-х годов, и роль правительства США в этой истории. Политика президента Рейгана в Сальвадоре терпит крах, военные советники и новейшие виды вооружений не могут спасти прогнивший военный режим, программа «умиротворения» с использованием «контрас» и «эскадронов смерти», унёсшая десятки тысяч жизней, привела к дальнейшему обострению положения во всём регионе. Душераздирающий обзор событий включил в себя слушания конгресса США, интервью с официальными лицами, а также с религиозными и политическими лидерами оппозиции, крестьянами и партизанами, некоторые из которых, прежде чем закончился монтаж фильма, были убиты с молчаливого одобрения властей. Поражение неизбежно: так было во Вьетнаме, так будет и в Сальвадоре.

## Номинации и премии
В 1981 году фильм был показан на международном кинофестивале в Чикаго, и по некоторым данным получил премию «Золотой Хьюго». В 1982 году был номинирован на премию «Оскар» в категории «лучший документальный полнометражный фильм».